# Memphis (Tennessee)
 For alternative betydninger, se Memphis. (Se også artikler, som begynder med Memphis)
Memphis er den største by i den amerikanske delstat Tennessee med 628.100 indbyggere i 2021. Byen er administrativt centrum i det amerikanske county Shelby County. Hovedstaden i Tennessee er derimod Nashville.
Memphis er kendt for Blues-musik og for at have været hjemby for Elvis Presley, der ligger begravet i parken ved sit hus, Graceland, på adressen Elvis Presley Boulevard No. 3764.
Elvis Presley startede sin pladekarriere i byen i Sun Records på Union Avenue nr. 706, hvor også Jerry Lee Lewis, Roy Orbison, Johnny Cash og Carl Perkins startede.
Byen var endvidere hjemsted for pladeselskabet Stax med speciale i soul, der havde bandet Booker T. and the MGs tilknyttet som studieband. Også Elvis Presley brugte Stax, og i perioden 20. juli – 16. december 1973 indspillede han i alt 29 sange her.
Den 4. april 1968 blev Martin Luther King myrdet (skudt) på altanen udenfor sit motelværelse i Memphis. Motellet er i dag museum for racediskrimination og borgerrettigheder.

## Højeste Bygninger
| Navn                | Etager | Højde (i Fod) |
| ------------------- | ------ | ------------- |
| 100 North Main      | 37     | 430           |
| Commerce Square     | 31     | 396           |
| Sterick Building    | 31     | 365           |
| Clark Tower         | 32     | 365           |
| Morgan Keegan Tower | 23     | 341           |